# ضفدع هويا الأسود
ضفدع هويا الأسود (الاسم العلمي:Huia melasma) هو نوع من الحيوانات يتبع جنس الضفدع الهويا من فصيلة الضفادع الحقيقية.